# Trampolino Paul Ausserleitner
Il Trampolino Paul Ausserleitner (nome ufficiale in tedesco: Paul-Ausserleitner-Schanze) è un trampolino situato a Bischofshofen, in Austria, entro il complesso detto Sepp Bradl-Skistadion.

## Storia
Costruito nel 1947, originariamente si chiamava Hochkönig-Schanze; fu dedicato a Paul Ausserleitner nel 1952, anno nel quale il saltatore con gli sci austriaco morì in seguito a una caduta occorsagli su quello stesso trampolino, il 9 gennaio. L'impianto ha ospitato le gare di salto con gli sci dal trampolino lungo dei Campionati mondiali di sci nordico 1999 (le prove dal trampolino normale si tennero sul W90-Mattensprunganlage), oltre a numerose tappe della Coppa del Mondo di combinata nordica e della Coppa del Mondo di salto con gli sci.
Ogni anno il 6 gennaio si tiene una delle quattro tappe del Torneo dei quattro trampolini.

## Caratteristiche
Il trampolino è un HS 140 con punto K 125 (trampolino lungo); il primato ufficiale di distanza appartiene al Polacco Dawid Kubacki che nel 2019 ha saltato 145,00 metri.